# RKSV Mobilia
RKSV Mobilia was een voetbalclub uit de Nederlandse plaats Grave. De club werd opgericht in 1917 en was aangesloten bij de Nijmeegsche Voetbalbond, en tot 1927 en vanaf 1929 bij de RKVB Den Bosch.
In 1954 verhuisde de club naar een nieuwe sportaccommodatie aan de Mgr de Borretweg. In 1955 waren er plannen om te fuseren met de Sportvereniging Grave, maar die plannen werden afgeblazen. Uiteindelijk werd in 1957 alsnog een fusie aangegaan tot GVV '57.